# .XAP
XAP (вимовляється як зап) — розширення файлу для скомпільованих програмних пакунків Silverlight-застосунків. Цей файл включає в себе архівовані у форматі ZIP ресурси Silverlight, застосунки і збірки.
Такий формат виконуваного файлу також використовується як дистрибутив для розповсюдження застосунків для Windows Phone.

## Вміст
XAP-файл це ZIP-архів, що зазвичай містить такі файли:
- Файл AppManifest.xaml
- Необхідні DLLs